# غوستاف هيلغر
غوستاف هيلغر (بالألمانية: Gustav Hilger)‏ هو دبلوماسي ألماني، ولد في 10 سبتمبر 1886 في موسكو في روسيا، وتوفي في 27 يوليو 1965 في ميونخ في ألمانيا.

## وصلات خارجية
- غوستاف هيلغر على موقع مونزينجر (الألمانية)